# Sigiriya
Sigiriya o  Sinhagiri (/ˈsiːgirijə/) es un yacimiento arqueológico localizado en el distrito de Matale, en la provincia Central de Sri Lanka. Contiene las ruinas de un antiguo complejo palaciego, construido durante el reino del rey Kasyapa (477 – 495). Es uno de los destinos turísticos más populares del país y los habitantes de la isla se suelen referir a Sigiriya en Sri Lanka como la octava maravilla del mundo. Fue declarado Patrimonio de la Humanidad por la Unesco en el año 1982.

## Ubicación
La roca de Sigiriya es el resto de una erupción de magma endurecido de un extinto y largamente erosionado volcán. Sobresale por encima del llano circundante, visible en kilómetros desde todas las direcciones. La roca misma es un cuello volcánico que se eleva 370 m s. n. m. y es escarpada en todos sus lados, y en muchos sitios que sobresalen desde la base. El plano es elíptico y tiene una cima plana que se inclina gradualmente a lo largo del eje de la elipse.

## Restos arqueológicos
Sigiriya consiste en un antiguo complejo construido por el rey Kasyapa durante el siglo V d. C. El sitio de Sigiriya contiene ruinas de un palacio situado en la parte superior de los roqueríos, una terraza de medio nivel que incluye la Puerta del León y el muro de espejo con sus frescos, el palacio inferior, que se interna bajo la roca, además de los fosos, muros y jardines que se extienden por cientos de metros desde la base de la roca.

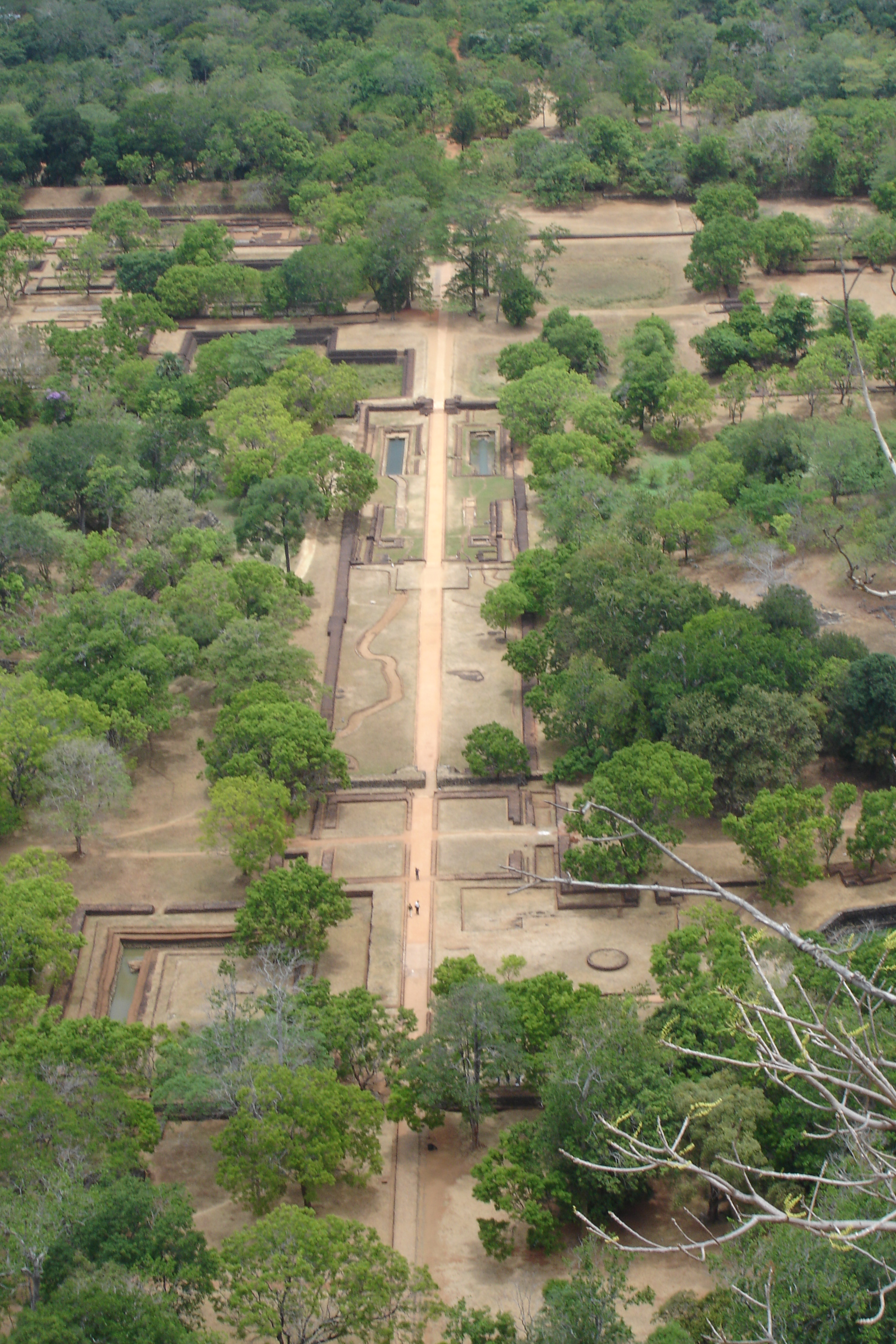
Vista aérea.

El sitio es al mismo tiempo un palacio y una fortaleza. Hay suficientes restos como para impresionar al visitante con una arrebatadora visión del ingenio y creatividad de los constructores. El palacio superior, en la cima de la roca, aún tiene cisternas cortadas en la roca, en las que aún se puede hallar agua. Los fosos y murallas que rodean el palacio inferior se encuentran ricamente ornamentados.

## Historia
Se presume que Sigiriya fue habitada desde tiempos prehistóricos, utilizada como un monasterio enclavado en la roca desde el siglo III, con cavernas preparadas y donadas por devotos budistas.
El jardín y el palacio fueron hechos construir por Kasyapa. Después de la muerte de Kasyapa, siguió siendo un complejo monástico hasta el siglo XIV, tras lo cual fue abandonado. Las ruinas fueron descubiertas en 1908 por el explorador británico John Still. Las inscripciones Sigiri fueron descifradas por el arqueólogo Paranavithana, quien escribió un renombrado trabajo en dos volúmenes, publicado en Oxford, conocido como Los glifos de Sigiri. Él mismo escribió el popular libro Historia de Sigiriya.

## Leyendas del origen del sitio

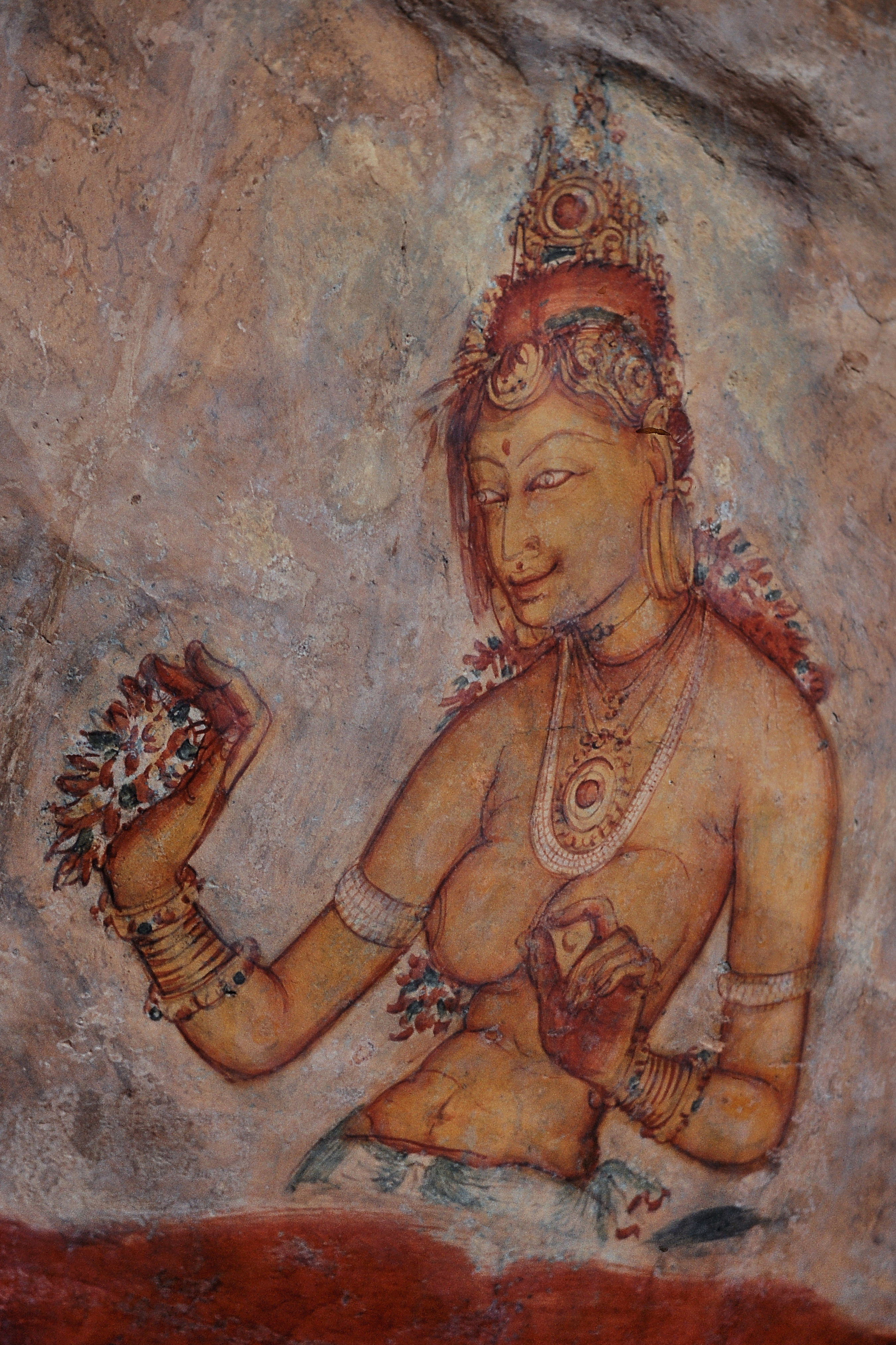
Fresco en Sigiriya

El Mahavansa, el antiguo registro histórico de Sri Lanka, describe al rey Kasyapa como el hijo del Rey Dhatusena. Kasyapa asesinó a su padre emparedándolo vivo, y luego usurpando el trono que por derecho correspondía a su hermano Mogallana, hijo de Dhatusena y la verdadera reina. Mogallana huyó a la India para escapar de los intentos de asesinato de su hermano, jurando venganza. En la India, éste levantó un ejército con la intención de retornar y retomar el trono que por derecho le correspondía. Sabiendo del inevitable regreso de Mogallana, se dice que Kasyapa construyó el palacio en la cumbre del Sigiriya como una fortaleza palaciega. Mogallana finalmente llegó y declaró la guerra a su hermano. Durante la batalla, los ejércitos de Kasyapa le abandonaron, y éste se suicidó cayendo sobre su espada.

## Galería

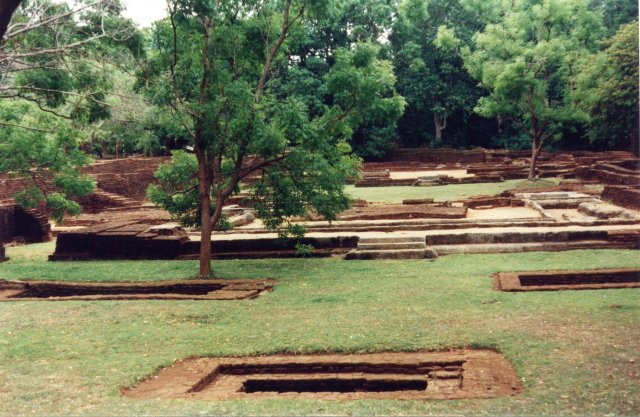
Vista de los jardines.
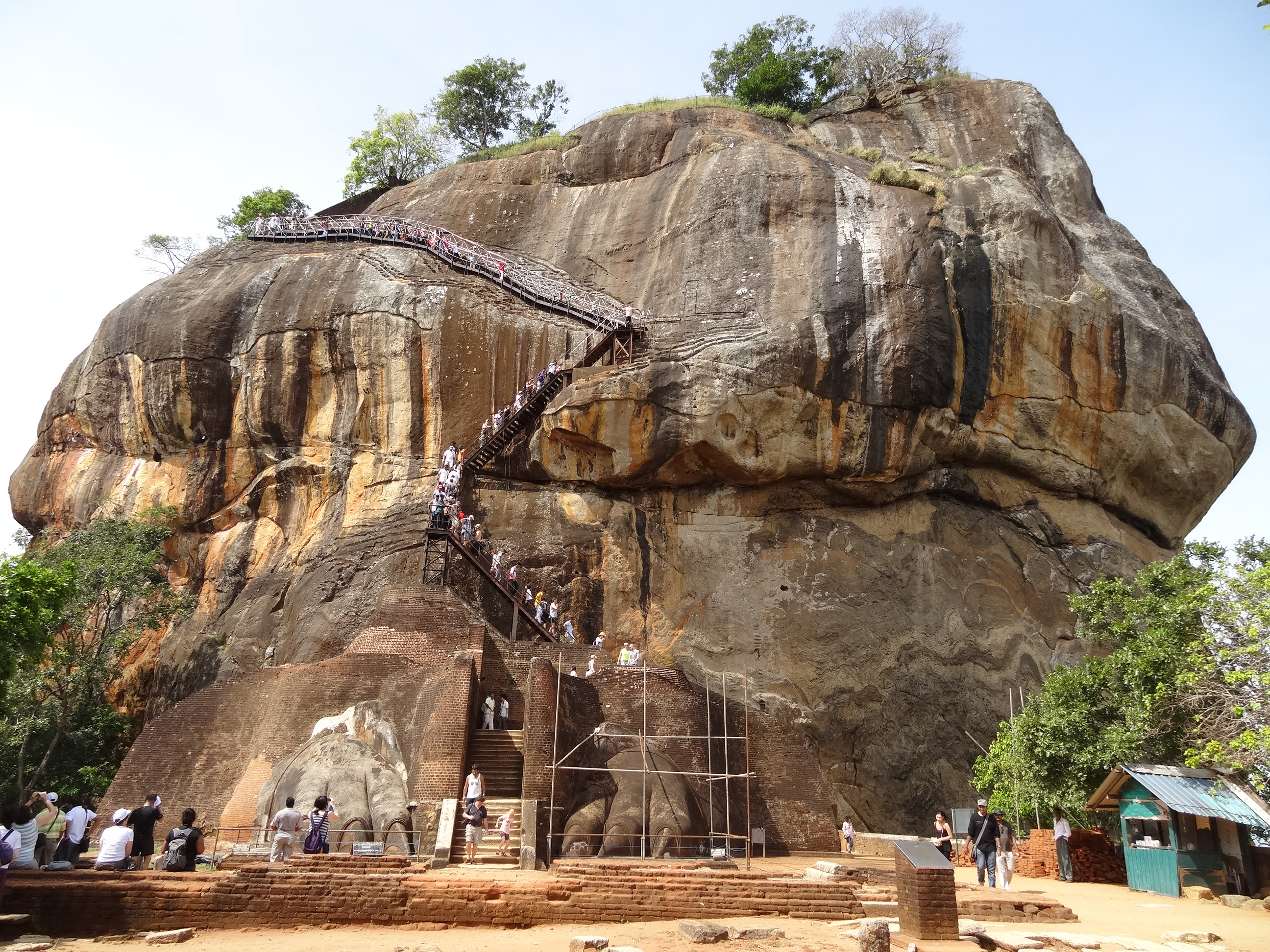
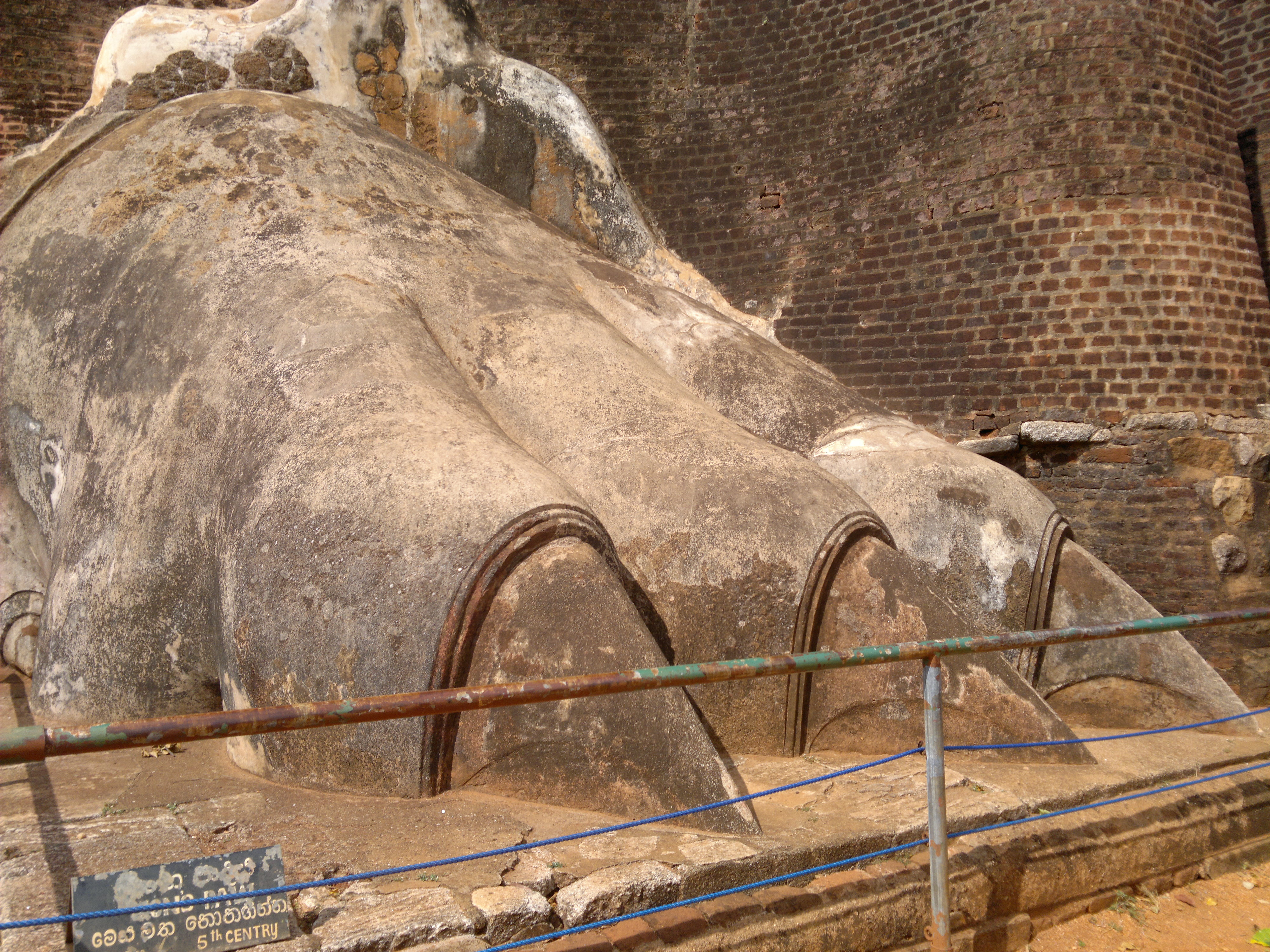
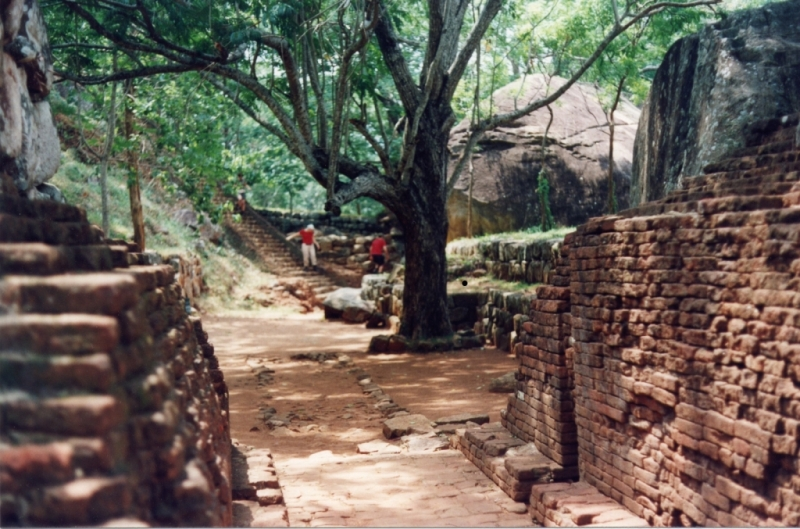
Ruinas al pie de la roca de Sigiriya
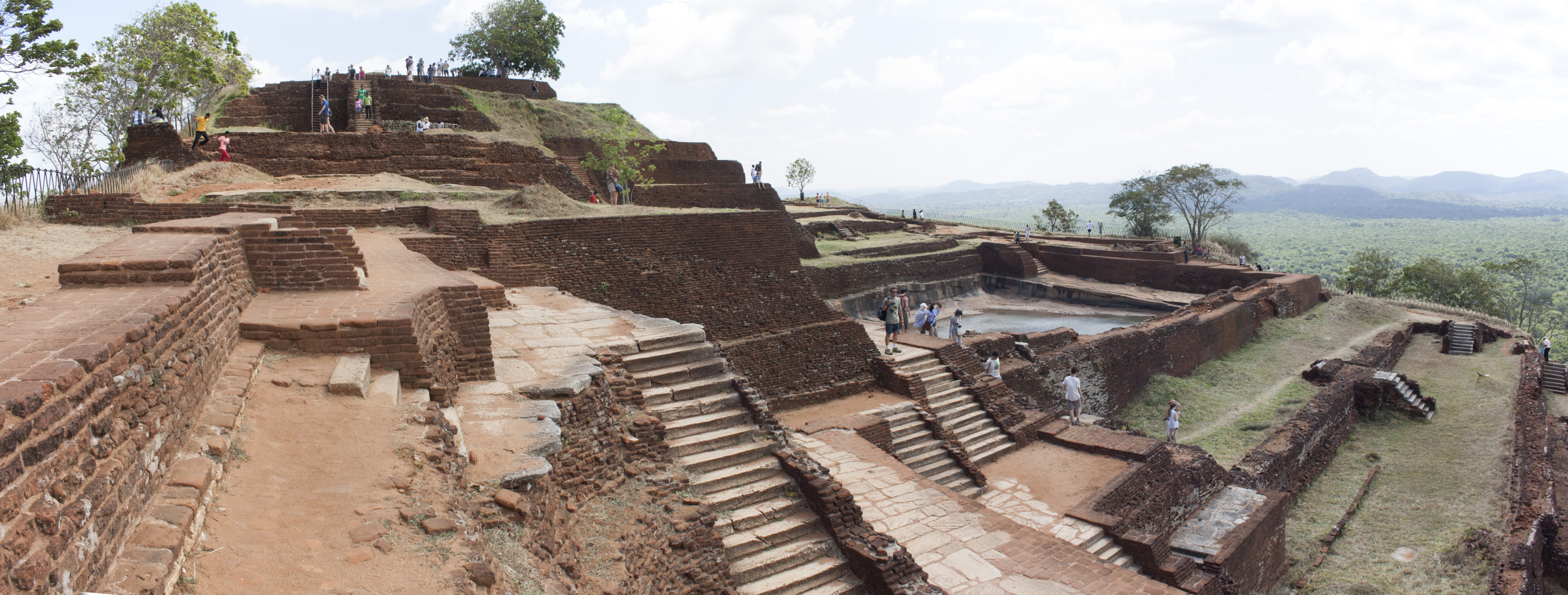
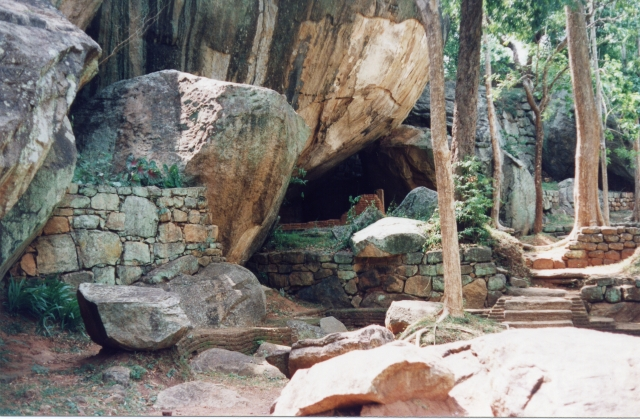
Una celda del palacio bajo.

## Cultura popular
- Sigiriya es referente de muchos de los sucesos relatados en novelas de ciencia ficción como The Fountains of Paradise de Arthur C. Clarke, aunque Clarke cambió el nombre a Yakkagala en su libro.